# Mellicta alpestris
Mellicta alpestris är en fjärilsart som beskrevs av Vorbrodt 1928. Mellicta alpestris ingår i släktet Mellicta och familjen praktfjärilar. Inga underarter finns listade i Catalogue of Life.